# リラ修道院
リラ修道院（リラしゅうどういん、ブルガリア語:Рилски манастир）は、ブルガリア最大で最も著名な正教会（ブルガリア正教会）の修道院。リラの聖ヨハネ修道院、またはリラの僧院とも称される。修道院はリラ山脈の北西、及び海抜1147メートルの高さにあるリラ川の深い低地にある、ブルガリアの首都ソフィアから117キロメートルに位置する。キュステンディル州リラ自治体にある。
10世紀に創設されたリラ修道院は、ブルガリアにおいて最も文化的、歴史的、建築学的に重要な遺跡の一つであると評価されている。こうした理由から、ブルガリアとヨーロッパ南東部において、観光客をひきつける要所となっている。
リラ修道院は1983年、ユネスコの世界遺産に登録された（ID216）。

## 歴史

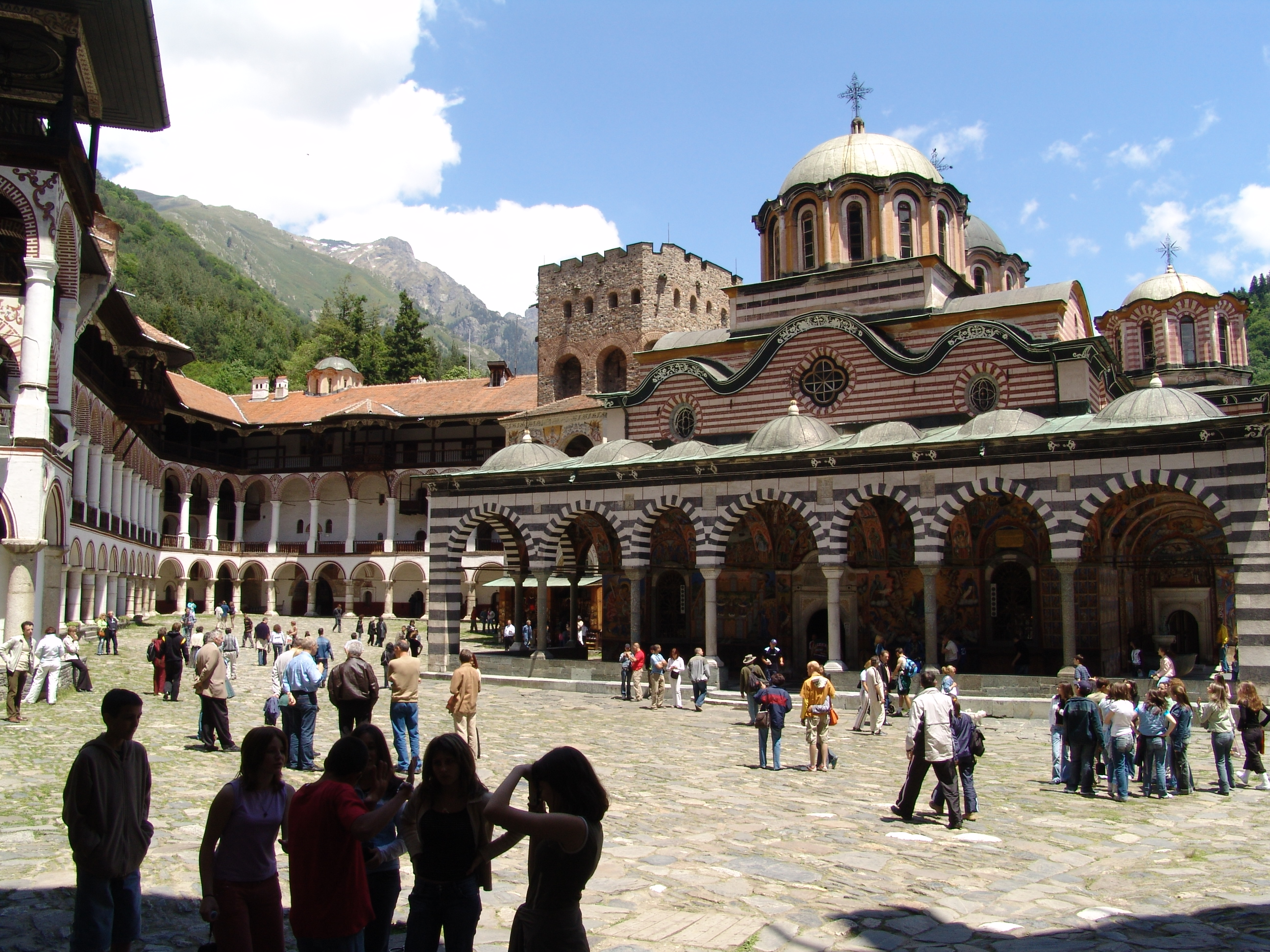
修道院内部

伝承からリラ修道院は、ブルガリア皇帝ペタル1世の統治する時代（927年－968年）に、リラの聖イオアン（イヴァン・リルスキ）が設立したと考えられている。彼は教育を受けるため山脈へやってくる彼の教え子達が修道院を建設していた間、実際にその修道院からそう遠くない洞窟で生活していた。
創設以来、リラの修道院はブルガリアの統治者から後援され、尊重されてきた。オスマン征服まで続いた第二次ブルガリア帝国のほぼ全てのツァールによって大規模な寄付が行われ、修道院は12世紀から14世紀にかけ、ブルガリア国民の意識の中で文化的・精神的中心の頂点を極めた。
リラ修道院は14世紀中に、フレリョ・ドラゴヴォラという名の地方封建王により、現在の位置に再建された。修道院内の複合建築物にはこの時代に建てられたものが現在も含まれており、フレリョの塔（1334年 - 1335年竣工）やその隣にある小さな教会（1343年竣工）などがあげられる。司教の椅子や豪華に彫刻された修道院の門も、この時代に属するものである。しかし、14世紀末のオスマン人が出現し、修道院への数々の襲撃や破壊が15世紀半ばに行われた。
だが、その後ロシア正教会、正確にはアトス山にあったロシコンの修道院による寄付のお陰で、15世紀末には聖ヨハネの遺品を持ってキュステンディル地域からやってきた、3人の兄弟によりリラ修道院は改築が施されたのである。
修道院内の複合建築物は、外国の統治下にあった時代におけるブルガリアの言葉や文化を所蔵する、保管所の役割を務めた。ブルガリア復興期（18世紀－19世紀）において修道院は、1833年に火事でいったん消失した後、1834年から1862年の間にブルガリア全体から裕福な国民の援助を受けて、建築家アレクシ・リレツの指導の下に修復が行われた。住居となる建物の建設は1816年に始まり、1844年にはフレリョの塔に鐘楼が取り付けられた。また修道僧のネオフィト・リルスキはこの時期に修道院内へ学校を設立した。
ブルガリア復興期の建築物の最初の傑作の一つとみなされている修道院複合建築物は、1976年に国立史跡として表明され、1983年にユネスコの世界遺産へ登録された。1991年以来、修道院はブルガリア正教会の教会会議に付随している。

## 修道院複合建築物

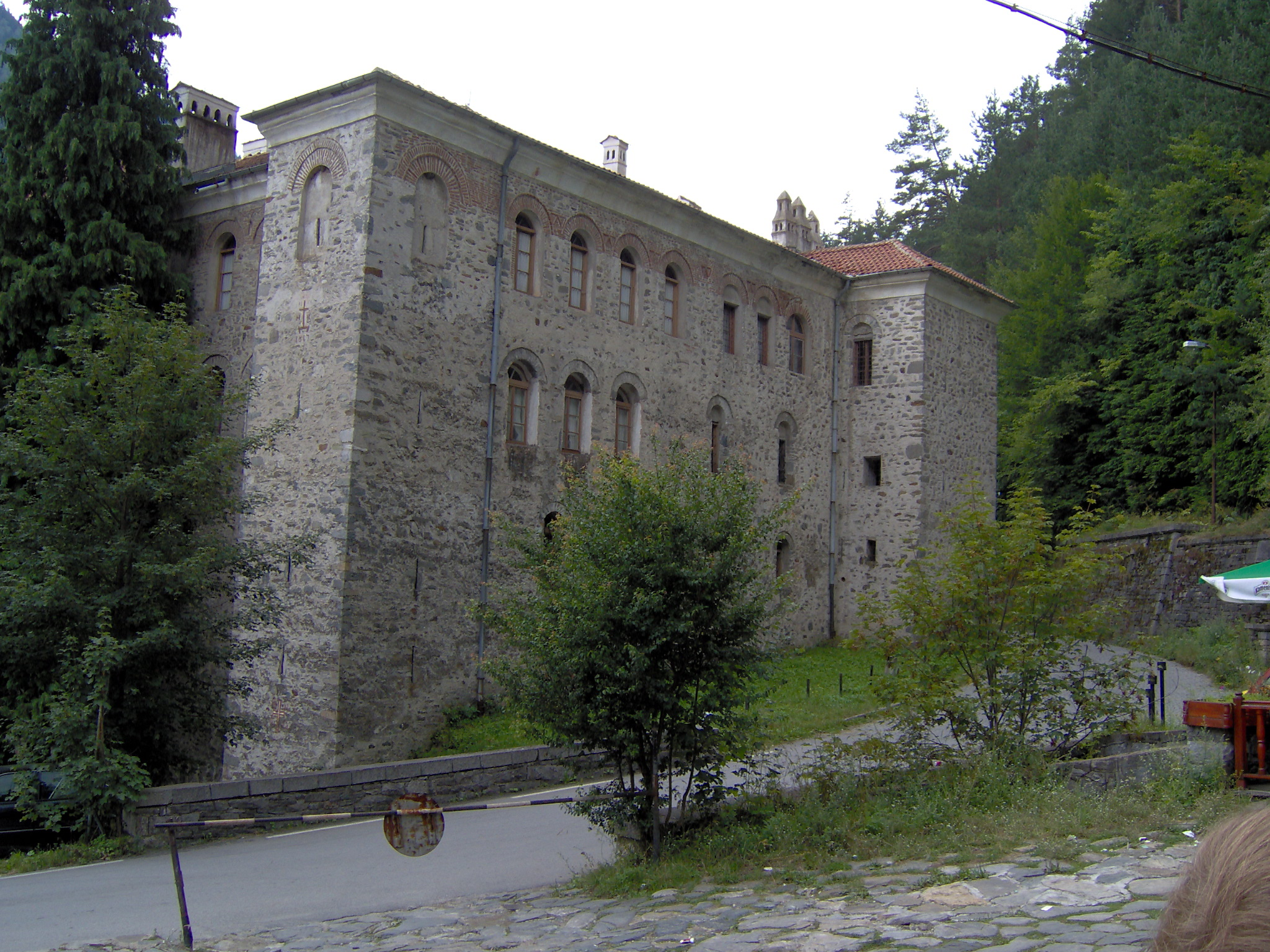
外から見た建築物

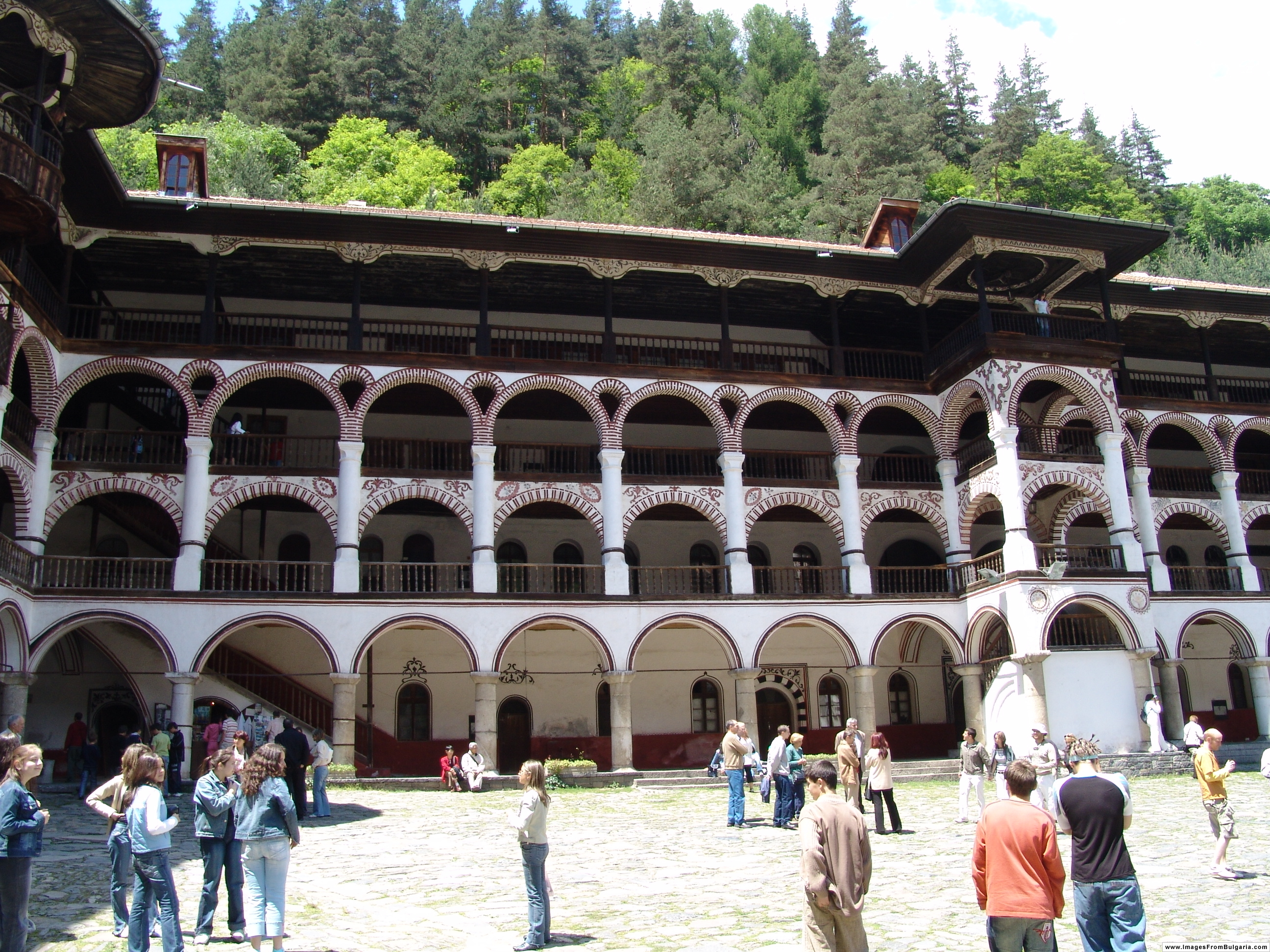
修道院構内

建築物全体の敷地面積は8800平方メートルを占める長方形の形状であり、フレリョの塔や中心となる教会は内部構内（3200平方メートル）周辺に集中して位置している。

### 教会
修道院内で最も中心的な教会は19世紀半ばに建設されたものである。その教会を設計した建築家は1834年から1837年にかけて建設を指導した、ペタル・イワノビッチであった。教会は全部で5つのドーム（丸屋根）、3つの祭壇と2つのチャペルを有するほか、内部にある最も貴重な遺物の一つには、4人の手工芸者が創作に5年を要し、木彫りであることでも有名な金色のイコノスタシスがある。また1846年に完成したフレスコ画は、ブルガリア復興期において最も有名な画家であったザハリ・ゾグラフとディミタル・ゾグラフ兄弟の作品を含む、ブルガリアの都市バンスコ、サモコフ、ラズロクからもたらされた多くの傑作群である。教会はそのほかにも、14世紀から19世紀に作られた数多くの価値ある聖像を収める、収蔵所にもなっている。

### 住居部
修道院の一角にある4階建て（地下を除く）の住居部分は300間、4つの聖堂、大修道院長室、キッチン（めったにない巨大な器があることで有名）、全250の手記と9000冊の年季ある印刷物を収容する図書館、そして寄贈者室から成っている。石製の高い壁と僅かな窓で覆われた複合建築物の外観は、修道院というよりむしろ要塞に似ている。

### 修道院博物館
リラ修道院博物館は木製の十字架で縦81センチ・横43センチメートルある、「ラファイルの十字架」を所蔵していることでとりわけ有名である。これは、ラファイルという名の僧がきめ細かい彫刻刀で削って彫ったもので、拡大鏡も使用して更に104の宗教的場面と650の人物を細密に再現したものである。この芸術作品は1802年に修道士ラファイルが視力を失うまで、少なくとも12年続いたとされる。

## ギャラリー

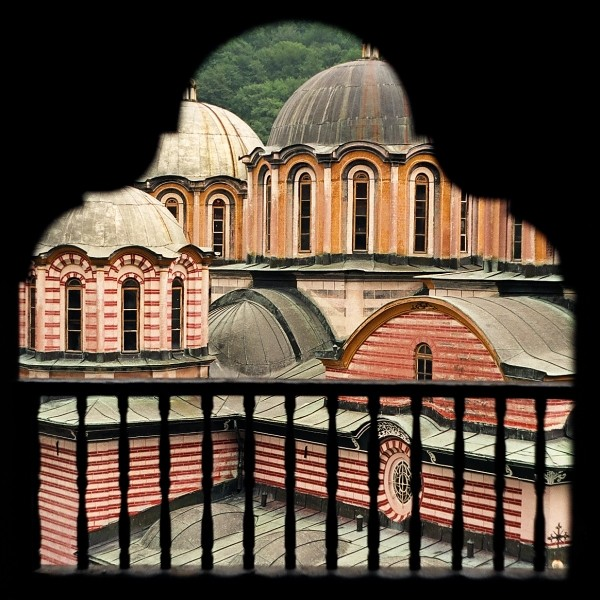
ドーム状の建物
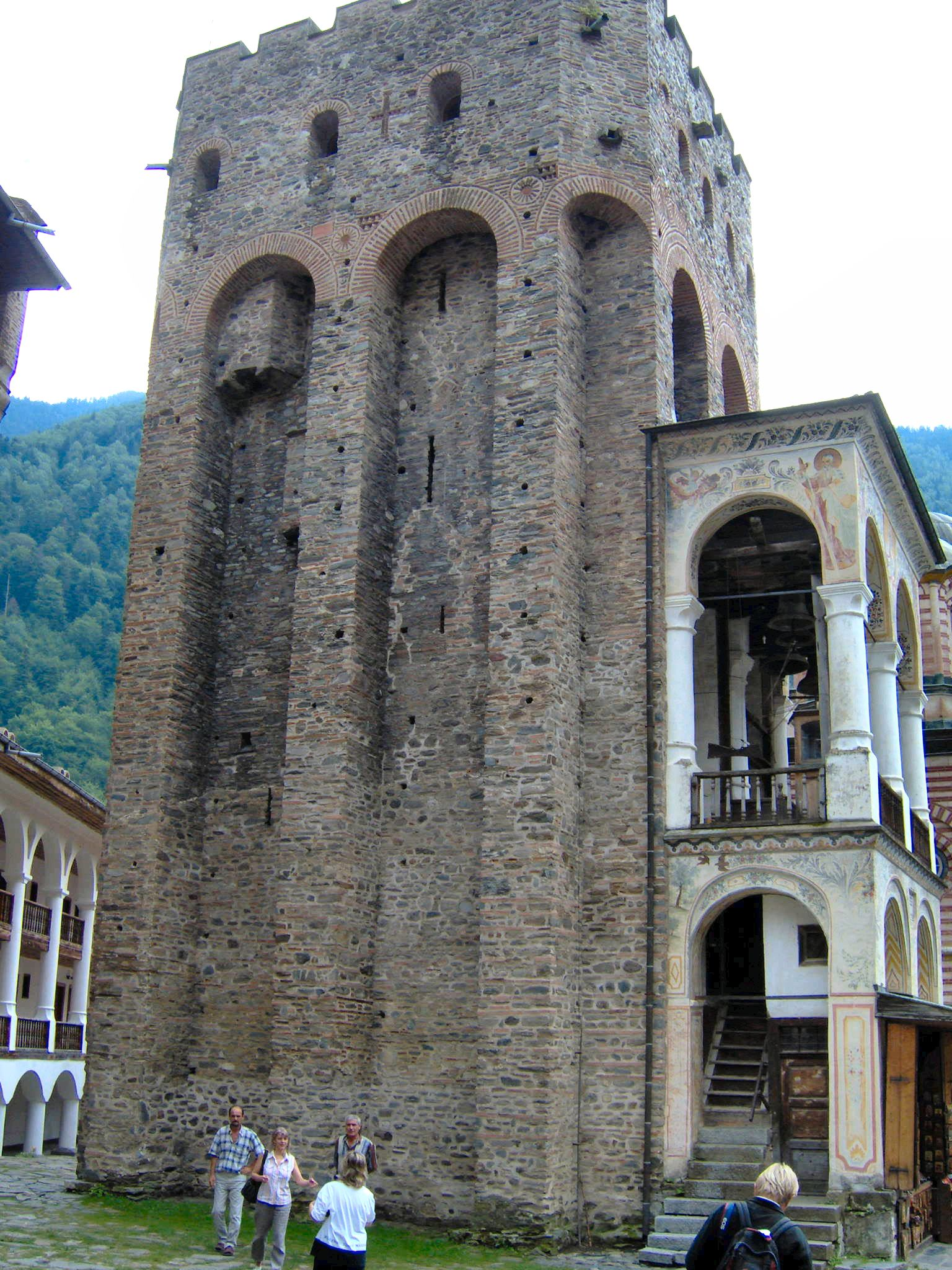
フレリョの塔
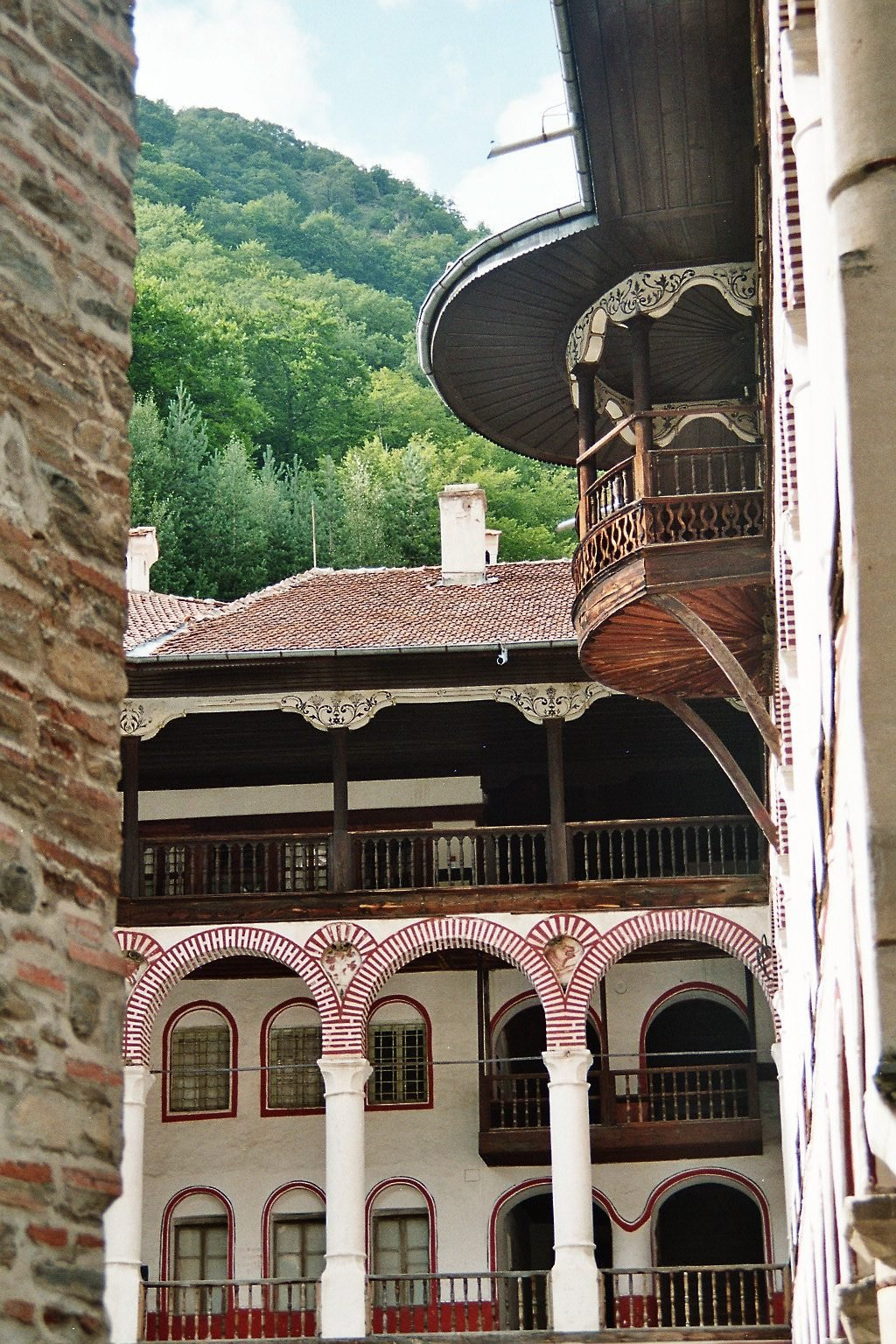
外部景観
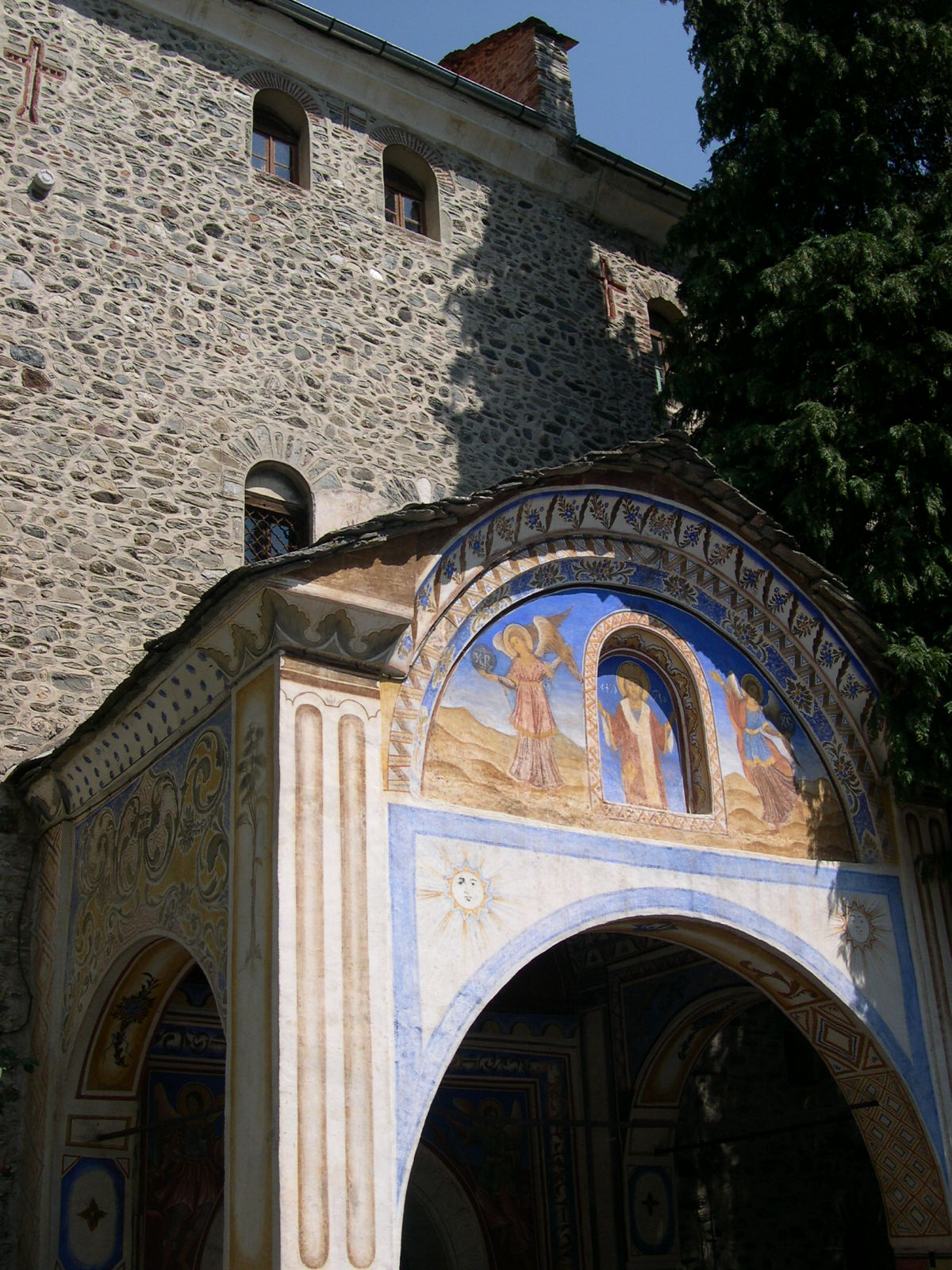
外部の門の一つ
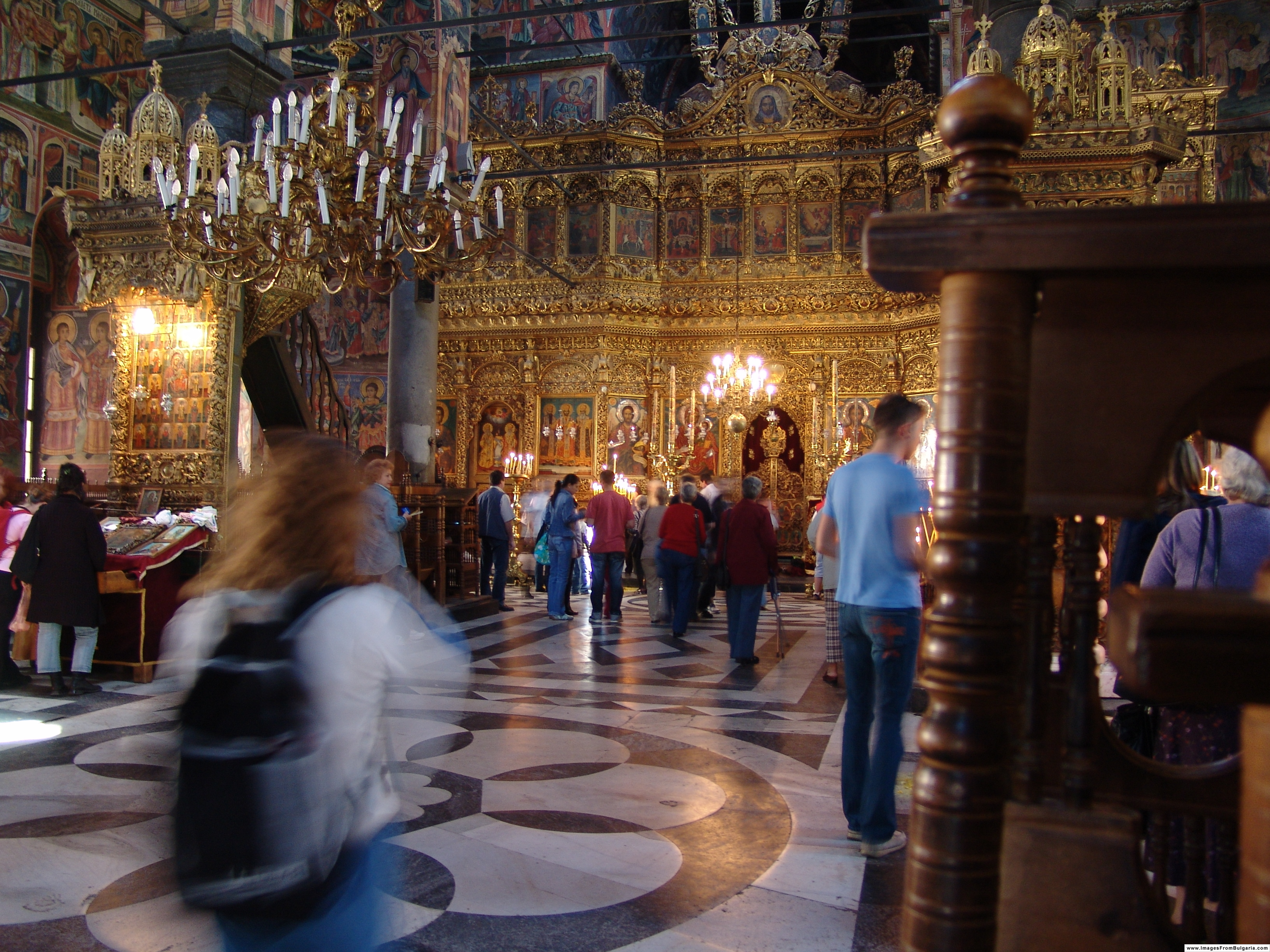
聖堂内部
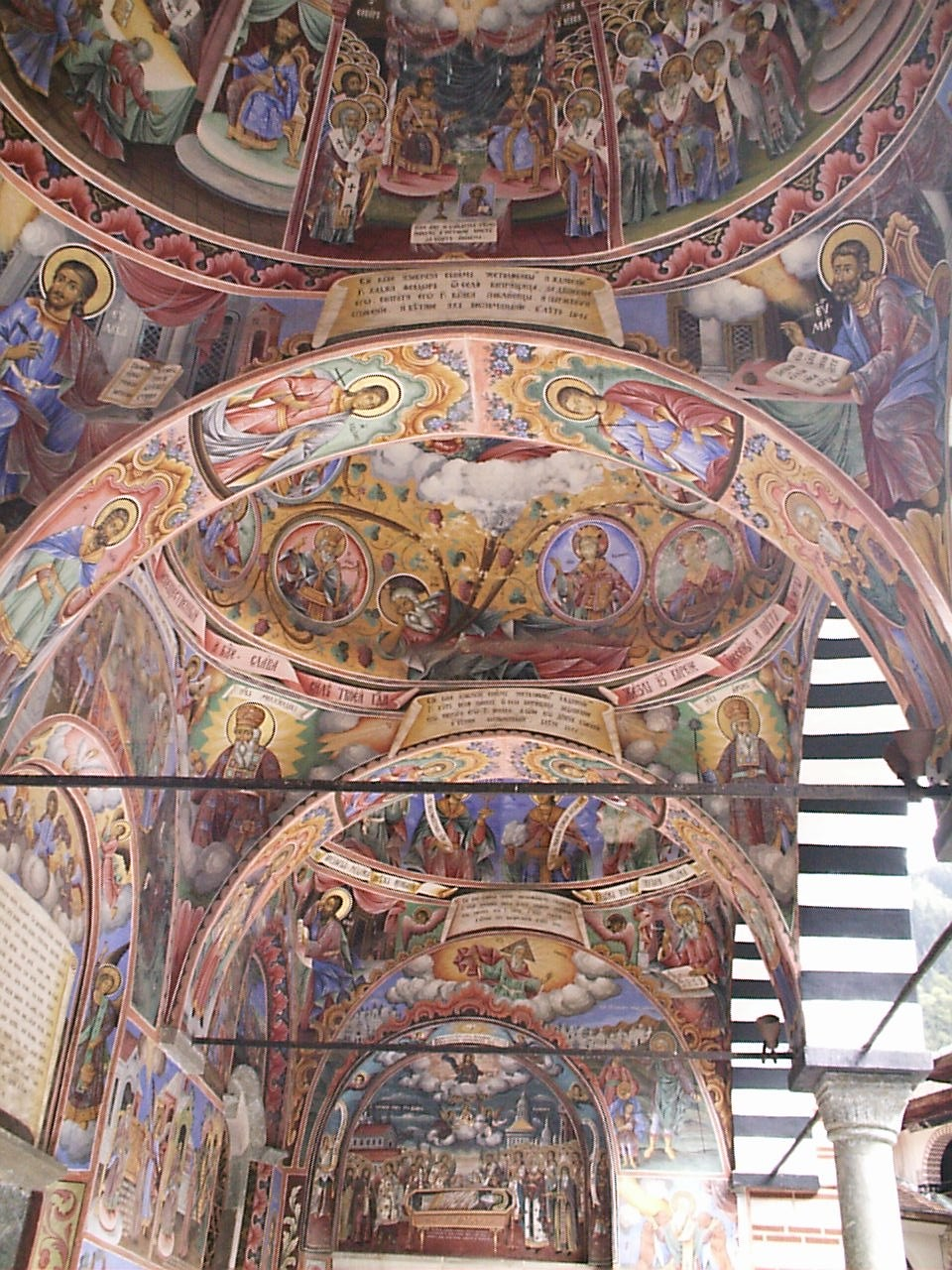
豪華に装飾された聖堂天井
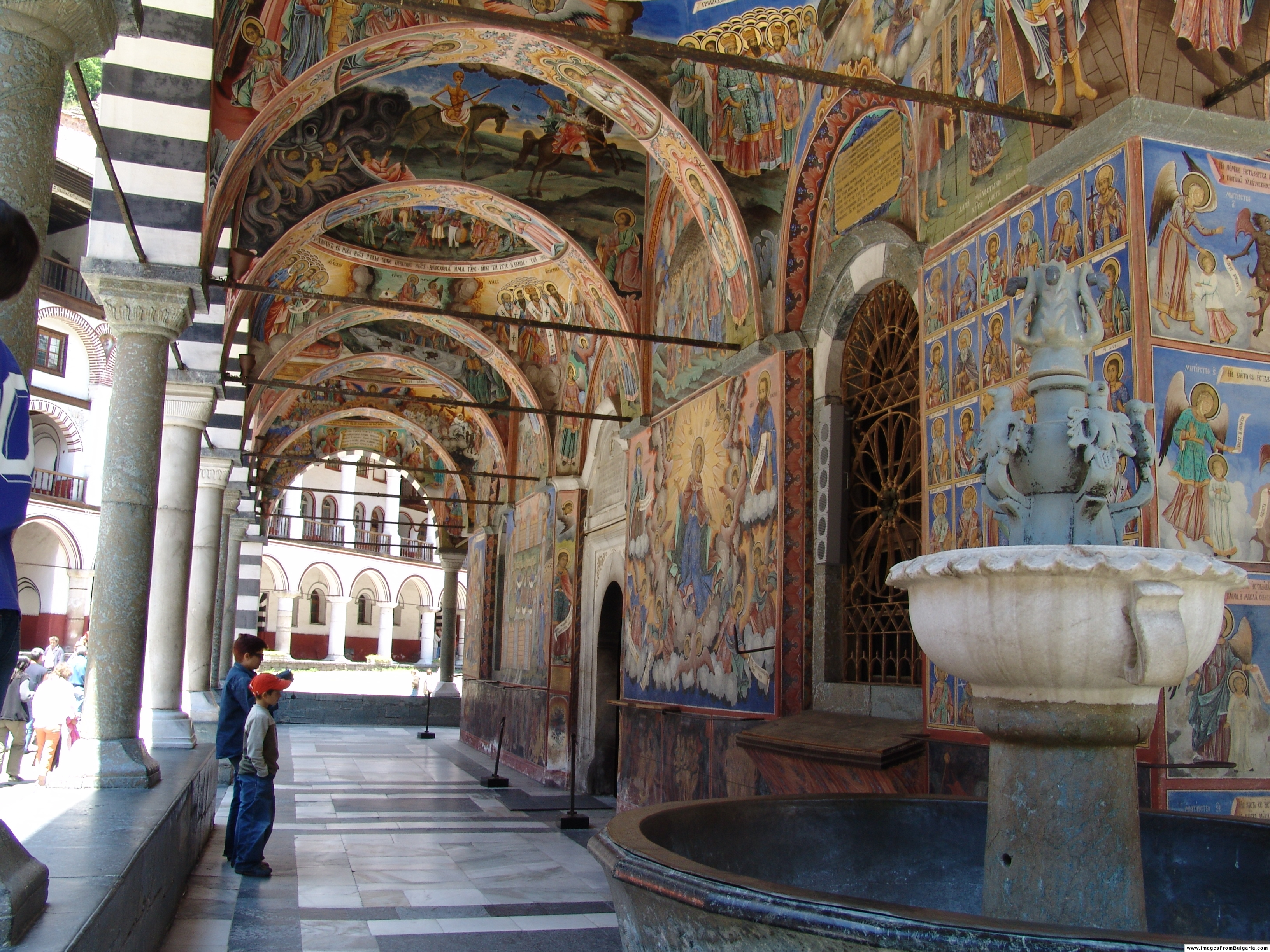
内観
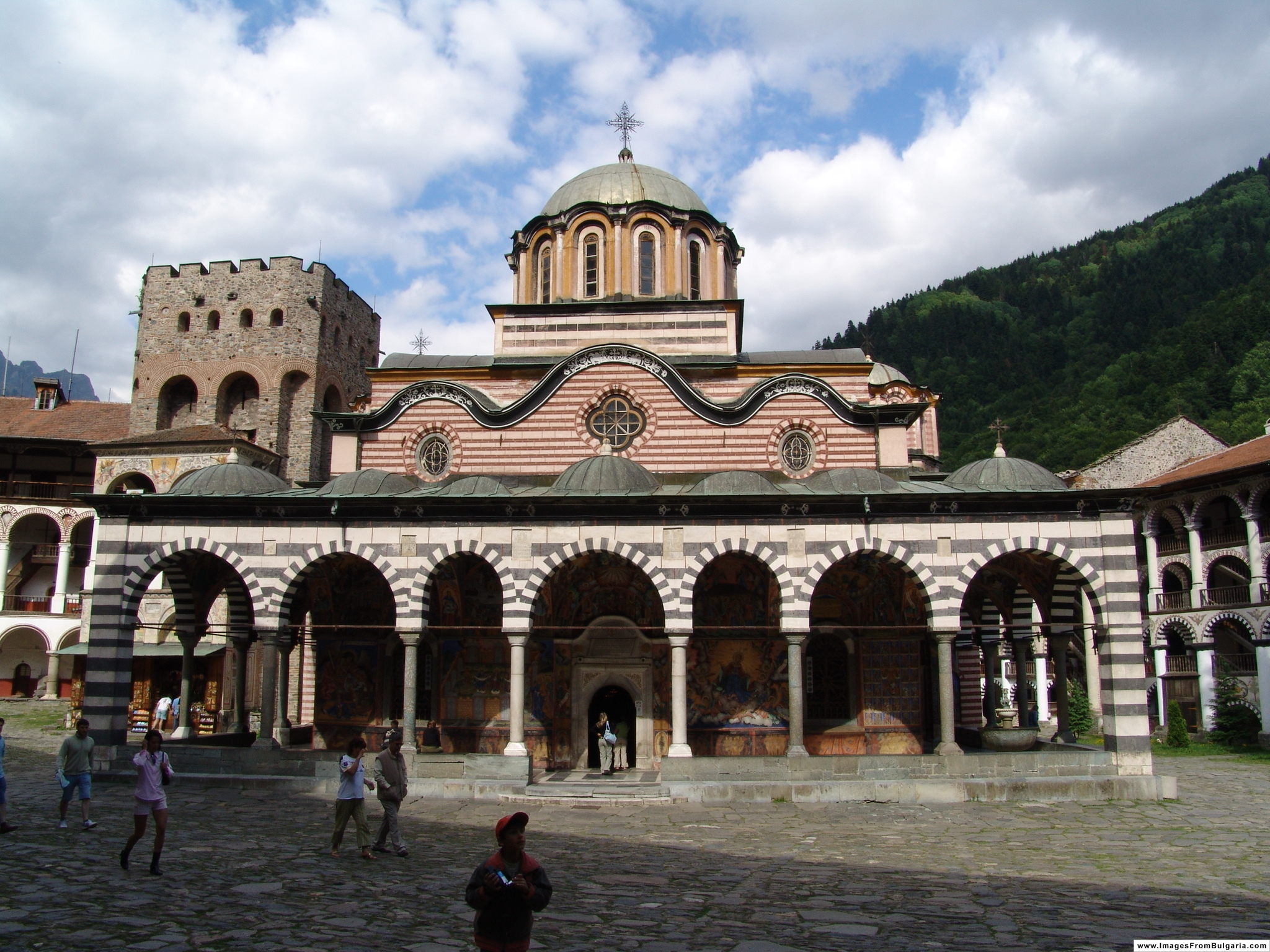
修道院の聖堂

## 登録基準
この世界遺産は世界遺産登録基準のうち、以下の条件を満たし、登録された（以下の基準は世界遺産センター公表の登録基準からの翻訳、引用である）。
- (6) 顕著で普遍的な意義を有する出来事、現存する伝統、思想、信仰または芸術的、文学的作品と直接にまたは明白に関連するもの（この基準は他の基準と組み合わせて用いるのが望ましいと世界遺産委員会は考えている）。